# 石油換算バレル
石油換算バレル（せきゆかんさんバレル、BOE）は1バレル（159リットル）の原油を燃焼させたときに生じるエネルギーを1ユニットとしたものである。原油換算バレルともいう。1 BOE は原油の質により5.7GJから6.1GJと幅があるが、アメリカの国税局では6.1GJを使っている。
1 BOE は164~170立方メートル（5800~6000立方フィート）の天然ガスに相当する。